# Lingua araba
La lingua araba (in arabo الْعَرَبيّة‎, al-ʿarabiyya o semplicemente عَرَبيْ‎, ʿarabī) è una lingua semitica, del gruppo centrale. Comparve per la prima volta nell'Arabia nord-occidentale dell'Età del Ferro per divenire, con l’espansione islamica, lingua franca del mondo arabo.
Al 2025, è parlata da 334,6 milioni di parlanti totali.
L'arabo classico è la lingua liturgica di 1,9 miliardi di musulmani, oltreché di varie chiese cristiane, mentre l'arabo moderno standard è una delle sei lingue ufficiali delle Nazioni Unite.

## Storia
La scrittura dell'arabo classico si sviluppò dalla forma tardo-nabatea dell'aramaico. L'alfabeto aramaico dei nabatei, con la loro capitale Petra, è un precursore della scrittura araba. La scrittura dei graffiti arabi era soprattutto aramaica o nabatea. Secondo il Kitab al-Aghani (Il libro dei canti), tra i primissimi inventori della scrittura araba ci furono due cristiani di al-Hīra (Zayd ibn Bammad e suo figlio). A Zabad (a sud-ovest di Aleppo) sono state trovate delle iscrizioni cristiane in tre lingue (siriaco, greco e arabo), degli anni 512-513 d.C., finora le più antiche testimonianze scoperte della scrittura araba.
È evidente come i cristiani arabi abbiano giocato un ruolo nella storia della lingua araba nel VI secolo. I testi più antichi di un arabo «classico» risalgono al III secolo d.C. e presto si sviluppò una poesia araba in ambito semitico. La lingua e la scrittura araba furono ulteriormente sviluppate alla corte di al-Hīra, la città araba sulla riva occidentale dell'Eufrate del sud la cui sede vescovile è spesso citata, e che fu un grande centro cristiano ancora prima di Najrān nell'Arabia meridionale: qui si studiava l'arte dello scrivere, molto prima che fosse praticata in generale nel resto della penisola arabica. L'arabo fu infine fondamentale per il senso dell'unità e dell'identità degli arabi.
La lingua araba ha preso "in prestito" da altre lingue non solo le parole profane, come ad esempio il termine qaṣr (dal latino castra, «accampamento», «cittadella»), bensì anche parole che sono state molto rilevanti per il Corano e per altri usi della lingua: così la parola qalam (dal greco kalamos), che significa "calamo", attraverso il quale per i musulmani Dio ha insegnato agli uomini ciò che essi prima non sapevano. Dalle fonti semitico-ebraiche o cristiane derivano:
- sīrat = «il giusto cammino», «guida del cammino» (dal latino strata, «strada lastricata») che si trova in posizione centrale già nelle sure di apertura del Corano;
- sūra = «un pezzo di scrittura»;
- rabb = «Signore» (nel Corano riservato solo a Dio);
- ʿabd = «servo» (nel Corano riservato solo al servizio di Dio);
- al-raḥmān = «il Clemente» (due volte programmaticamente nelle sure di apertura, assieme alla parola dal suono simile al-raḥīm = il Misericordioso).

Il siriaco qeryqānā (= «lettura» nella liturgia) dimostra un legame con il nome al-Qurʾān (attraverso il verbo affine qara'a «leggere ad alta voce»). Ma ancora più importante: la parola che il Corano conosce "per il solo Dio" fu utilizzata in Arabia già prima di Muhammad per il massimo Dio («il Dio superiore»): Allāh (il padre di Muhammad si chiamava per esempio « servo di Allāh » = 'abd Allāh) risultò, se è di origine puramente araba, dalla contrazione al-Ilāh, cioè «il Dio». Secondo altri autori, però, esso potrebbe aver avuto anche un'origine non araba, bensì generalmente semitica (reminiscenze dell'ebraico Elohim e dell'antico siriaco alaha = «il Dio»). Ad ogni modo, ancor oggi gli ebrei, i cristiani e i musulmani, in arabo non conoscono alcun'altra parola per Dio che Allāh, e per questo Allāh va semplicemente tradotto con «Dio».
La lingua araba fa capo al ceppo semitico, alla cui radice gli studiosi hanno postulato un capostipite unico, definito protosemitico, che fu il probabile mezzo di espressione dei primi semiti nella stadio linguistico comune, cioè prima che il gruppo umano semitico si frammentasse geograficamente in vari gruppi migratori, diversificandosi culturalmente. Quando ciò avvenne, diversi millenni or sono, dal protosemitico derivarono lingue diverse, ciascuna delle quali assunse, con il tempo, peculiari caratteristiche morfologiche e lessicali; la tesi più accreditata comunque indicherebbe il serbatoio dei semiti nella penisola araba. Comunque la lingua araba venne diffusa tra il VII e il XII secolo, sull'onda delle conquiste islamiche, in tutto il Nordafrica, dove venne ad affiancarsi ai dialetti berberi, e in un'ampia fascia che copre tutto il Medio Oriente fino ai confini della Persia. Oggi è lingua ufficiale in tutti i ventidue paesi che aderiscono alla Lega araba; e una delle lingue ufficiali di tre organizzazioni internazionali: la Lega araba, l'Unione africana e l'ONU. Un grande numero di persone parla arabo come seconda lingua, lingua veicolare o lingua del culto. La tradizione islamica considera l'arabo lingua sacra in quanto impiegata nel proprio testo sacro, ovvero il Corano.
Di grammatica non semplice, l'arabo presenta, come le altre lingue semitiche, la flessione interna dei sostantivi e dei verbi. Soltanto lo scheletro consonantico delle parole rimane invariato, mentre infissi e vocali si combinano per ottenere le più sottili sfumature. Ricco di consonanti uvulari, spiranti e faringali ostiche agli europei, si è tuttavia dimostrato una lingua molto adatta alla poesia. Oggi l'arabo si presenta frazionato in un gran numero di dialetti, non sempre mutualmente comprensibili; mentre la lingua classica è da tutti conosciuta come la lingua dei media, delle pubblicazioni, dell'istruzione, della religione e dei rapporti internazionali del mondo arabo.

## Letteratura
La letteratura araba prende l'avvio con le Muʿallaqāt, poesie di argomento lirico, erotico o guerresco, scritte nel VI secolo da un gruppo di poeti nell'ambiente dei beduini nomadi, tra cui spiccano ʿAntar e Imru l-Qays. A queste segue a ruota la compilazione del Qurʾān (Corano), per i musulmani parola divina trasmessa dall'arcangelo Gabriele al profeta Muḥammad (Maometto), con la quale si apre il capitolo dell'Islām. Queste prime composizioni rappresentarono l'inizio di quella che, nei secoli successivi, sarebbe diventata una letteratura d'importanza mondiale. Le opere di narrativa, storia, filosofia, teologia, poesia, sia originali sia di derivazione greca e persiana, che meriterebbero di essere menzionate, sono numerose. Ricordiamo ad esempio l'antologia ʾAlf layla wa layla (Le mille e una notte), tuttora apprezzata e continuamente tradotta e ristampata nel mondo. Da allora l'arabo ha continuato ad essere, per centinaia di milioni di persone, una valida lingua letteraria.

## Introduzione all'alfabeto e pronuncia puntuale

### Introduzione generica
L'alfabeto arabo, per darne una breve sintesi, consiste di 28 consonanti, più un grafema particolare (hamza) e alcuni simboli grafici particolari. Tre di queste consonanti hanno un valore semiconsonantico (o semivocalico, se si preferisce), servendo anche a indicare l'allungamento degli unici tre suoni vocalici esistenti nell'arabo standard (fuṣḥā):
- a → ا
- u → و
- i → ي

In realtà nei vari dialetti (عامية ‘āmmiyya) i suoni vocalici "e" e "o" trovano piena accoglienza. Questo rende particolarmente ardua la soluzione della traslitterazione in alfabeto latino perché, se in arabo classico il nome "Muḥammad" prescriverebbe l'uso appunto delle vocali "u" e "a", nel parlato ciò non è detto che avvenga. Si avrà allora (in modo perfettamente legittimo) "Mohammed" o, addirittura (rispettando la realtà fonetica di certe aree arabofone) "M'hammed". Meno corretto – ma non in maniera dirimente – mescolare le cose e creare ad esempio "Muhammed" o "Mohammad". Spesso si preferisce, per uniformità, usare con coerenza il sistema "classico", comunemente chiamato "arabo letterario". Questo per evitare le varietà fonetiche che si presentano numerose, a seconda delle nazioni arabofone. La stessa cosa vale per l'articolo determinativo arabo "al-" che, con circa metà delle lettere dell'alfabeto, assimila la prima consonante che incontra mentre resta invariato con le restanti lettere. Le lettere che assimilano l'articolo sono dette lettere "solari" e sono le seguenti: ﺕ (tāʼ), ﺙ (ṯāʼ), ﺩ (dāl), ﺫ (ḏāl), ﺭ (rāʼ), ﺯ (zāy), ﺱ (sīn), ﺵ (šīn), ﺹ (ṣād), ﺽ (ḍād), ﻁ (ṭāʼ), ﻅ (ẓāʼ), ﻝ (lām) ﻥ (nūn); quelle che non lo assimilano sono chiamate lettere "lunari" e sono ﺍ (ʼalif), ﺏ (bāʼ), ﺝ (ǧīm), ﺡ (ḥāʾ), ﺥ (ḫāʾ), ﻉ (ʿayn), ﻍ (ġayn), ﻑ (fā), ﻕ (qāf), ﻙ (kāf), ﻡ (mīm), ﻩ (hāʼ), ﻭ (wāw), ﻱ (yāʼ).
Si avrà così "aš-šams" (il sole), "ar-raǧul" (l'uomo), "an-nūr" (la luce) ecc; mentre si avrà "al-qamar" (la luna), "al-kitāb" (il libro), "al-bint" (la ragazza), ecc.
Le vocali brevi (a, u, i) sono indicate da tre diversi segni posti sopra o sotto la consonante che precede immediatamente quella vocale, con un piccolo tratto obliquo soprastante la "a" (detto fatḥa), con uno identico ma sottostante la "i" (detto kasra) e con una sorta di piccolo nove, con coda più accentuata, soprastante la "u" (detto ḍamma). Tra i simboli particolari appartenenti alla scrittura araba troviamo:
- sukūn: è un cerchietto posto sopra una lettera e indica l'assenza di vocalizzazione della lettera stessa, e si pronuncia come una leggerissima aspirazione.
- šadda: un segno simile alla lettera greca "ω" posto in orizzontale sopra una lettera e ne indica il raddoppiamento.

La lingua araba si scrive da destra verso sinistra. Le 28 lettere che compongono l'alfabeto hanno 4 forme differenti a seconda che si trovino all'inizio di una parola, in mezzo, alla fine o isolate. Solo 6 lettere non legano a sinistra con le altre e perciò hanno solo la forma iniziale e finale. Esse sono:
- ʼalif (ا);
- rāʼ (ر);
- zāy (ز);
- dāl (د);
- ḏāl (ذ);
- wāw (و).

Esistono altri "simboli" particolari che sono costituiti dall'unione di 2 lettere o caratteri:
- la lām-ʼalif (لا) nata dall'incontro appunto di una lam (ل) e di un'alif (ا);
- la ʼalif madda (آ) composta da una ’alif con una linea ondulata al di sopra ed è come se fosse una ’alif seguita da un'altra ’alif (il suono che rappresenta è una A lunga);
- la ’alif waṣla composta da una ’alif con una specie di ricciolo al di sopra di essa; in corpo di frase non viene pronunciata;
- La ʼalif maqṣūra (ى) che ha il suono di una "a" lunga posta in fine di parola.

Esistono vari sistemi di traslitterazione dall'arabo.

### Basi di fonologia
La pronuncia dell'arabo si differenzia notevolmente tra i vari Paesi in cui è parlato e anche all'interno di essi. Esiste, però, una lingua araba moderna standard che comprende 33 fonemi: 5 vocalici e 28 consonantici.
- Suoni vocalici:
  - vocali semplici: [i], [iː], [u], [uː], [a], [aː];
  - dittonghi: [aj], [aw].
- Consonanti:

|               |                | Labiali | Interdentali | Dentali / Alveolari | Dentali / Alveolari | Palatali    | Velari      | Uvulari | Faringali | Glottali |
| semplici      | faringalizzate | Labiali | Interdentali |                     |                     | Palatali    | Velari      | Uvulari | Faringali | Glottali |
| ------------- | -------------- | ------- | ------------ | ------------------- | ------------------- | ----------- | ----------- | ------- | --------- | -------- |
| Occlusive     | sorde          |         |              | ت ‎ t̪                | ط‎ t̪ˁ                |             | ك‎ k         | ق ‎ q    |           | ء ʔ      |
| Occlusive     | sonore         | ب‎ b     |              | د‎ d̪                 | ض‎ d̪ˁ                | ج‎ d͡ʒ (ʒ~g)1 | ج‎ d͡ʒ (ʒ~g)1 |         |           |          |
| Fricative     | sorde          | ف f     | ث θ          | س‎ s                 | ص‎ sˁ                | ش ʃ         | خ‎ x~χ4      | خ‎ x~χ4  | ح‎ ħ       | ە‎ h      |
| Fricative     | sonore         |         | ذ ð          | ز z                 | ظ ðˁ                |             | غ ɣ~ʁ4      | غ ɣ~ʁ4  | ع ʕ       |          |
| Nasali        | Nasali         | م m     |              | ن n                 |                     |             |             |         |           |          |
| Vibranti      | Vibranti       |         |              | ر r                 |                     |             |             |         |           |          |
| Laterali      | Laterali       |         |              | ل l2                |                     |             |             |         |           |          |
| Approssimanti | Approssimanti  |         |              |                     |                     | ي j         | و w         |         |           |          |
Quasi tutte le consonanti possono essere brevi o lunghe (geminate). La pronuncia enfatica (ossia faringalizzata) si realizza avvicinando la parte posteriore della lingua alla faringe.
Nell'arabo standard i suoni [o], [e], [p], [v], [ɡ] e [ʧ] compaiono solo in prestiti stranieri. Per rendere graficamente le consonanti [p], [v], [ɡ] e [ʧ] si usano forme modificate di lettere di suono simile, in particolare quelle dell'alfabeto persiano, che possiede questi suoni, ma sono possibili delle varianti.
La pronuncia può subire il fenomeno della ’imāla ("inclinazione"), che provoca l'innalzamento della vocale /a/ verso il timbro /ɛ/~/e/~/i/.

### Pronuncia puntuale, inclusi i diacritici (taškīl)
Nella tabella sottostante è spiegata in modo puntuale la pronuncia delle lettere base, lettere speciali e diacritici dell'alfabeto arabo, senza però approfondire le numerose regole di scrittura della hamza.
| Lettera/ segno | Trascrizione IPA    | Spiegazione |
| -------------- | ------------------- | --- |
| َ               | /ɛ/~/æ/~/a/~/ɑ/     | Chiamata fatḥa ("apertura", intendendo delle labbra), scrive la vocale breve "a". Questa vocale nel parlato può avvicinarsi alla /æ/ molto aperta dell'inglese. Dopo consonanti faringalizzate invece di scurisce in /ɑ/. |
| ًا              | -/an/               | Chiamata fatḥatayn ("doppia fatḥa"), si trova solo in fine di parola ed è la combinazione di ’alif e fatḥatayn. Indica il caso accusativo unito al tanwīn. |
| ٰ               | /ɛ:/~/æː/~/ɑ:/      | Chiamata ’alif ḫanǧariyya ("’alif pugnale"), è la "a" lunga di mare. È un diacritico dalla forma di una ’alif rimpicciolita posizionata sopra la consonante che compare in alcune parole dall'ortografia arcaizzante ed equivale a una ’alif di allungamento della "a". L'aggiunta del diacritico non è obbligatoria. |
| ِ               | /i/                 | Chiamata kasra ("rottura", intendendo delle labbra), è la "i" breve di piccolo. Questo diacritico si scrive sotto la lettera. Se la consonante seguente è una yā’ indica la vocale lunga /i:/. Questo diacritico, se combinato con hamza su una ’alif iniziale, porta sotto la ’alif anche la hamza. |
| ٍ               | -/in/               | Chiamata kasratayn ("doppia kasra"), si trova solo in finale di parola e indica il caso obliquo unito al tanwīn. |
| ُ               | /u/                 | Chiamata ḍamma ("riunione", intendendo delle labbra), è la "u" breve di più. |
| ٌ               | -/un/               | Chiamata ḍammatayn ("doppia ḍamma"), si trova solo in finale di parola e indica il caso nominativo unito al tanwīn. Il diacritico deriva dalla stilizzazione di due وو compattate e fuse insieme. |
| ْ               | muta                | Detto sukūn ("pausa"), è un cerchiolino vuoto che indica l'assenza di vocalizzazione, ossia la consonante si pronuncia senza vocale di appoggio. Si scrive sopra la consonante, ma non è obbligatorio. |
| ّ               | consonante geminata | Chiamata šadda o tašdīd, indica che la consonante si pronuncia lunga, come le consonanti doppie dell'italiano. In arabo, infatti, due consonanti uguali di seguito non sono intese come le consonanti doppie dell'italiano, ma sono separate da una vocale. La kasra, se combinata con questo diacritico, non si scrive sotto la consonante ma immediatamnente sotto la šadda, ossia sopra la consonante. Le altre due vocali brevi si scrivono invece sopra la šadda. |
| ء              | /ʔ/                 | Chiamata hamza, è il colpo di glottide ed equivale grossomodo a un colpetto di tosse. In principio di parola si pone sempre su una ’alif (ma non tutte le ’alif iniziali portano la hamza), mentre in corpo e in fine di parola la sua ortografia è piuttosto complessa. In questi ultimi due casi può comparire anche su ’alif, su wāw o su yā’ che vengono quindi chiamate kursiyy al-hamza, "sedia della hamza".                                                    |
| ﺍ              | vedi spiegazione    | Chiamata ’alif, ha vari utilizzi. In principio di parola è un sostegno grafico per le vocali e regge le tre vocali brevi ed eventualmente anche la hamza. In corpo di parola può indicare l'allungamento della vocale "a" (se segue una fatḥa) oppure può essere sostegno (kursiyy, "sedia") per la hamza. |
| ﺏ              | /b/                 | Chiamata bāʾ, è come la "b" italiana. |
| ﺕ              | /t/                 | Chiamata tāʾ, è come la "t" italiana. |
| ﺙ              | /θ/                 | Chiamata ṯāʾ, è il "th" interdentale sordo dell'inglese thing. |
| ﺝ              | /d͡ʒ/~/ʒ/~/g/        | Chiamata ǧīm, è la "g" di giorno, consonante sonora. Spesso è realizzata come la "j" del francese jour. In Egitto è la "g" dura di gatto, ghiro. |
| ﺡ              | /ħ/                 | Chiamata ḥāʾ, è un'aspirazione che si ottiene comprimendo la faringe con la radice della lingua. |
| ﺥ              | /x/~/χ/             | Chiamata ḫāʾ, è il ch aspirato del tedesco, o la j spagnola. |
| ﺩ              | /d/                 | Chiamata dāl, è come la "d" italiana. |
| ﺫ              | /ð/                 | Chiamata ḏāl, è il "th" interdentale sonoro dell'inglese that. |
| ﺭ              | /r/~/rˁ/; -/ɾ/-     | Chiamata rāʾ, è come la "r" italiana. Nel Nordafrica può essere faringalizzata. |
| ﺯ              | /z/                 | Chiamata zāy, è la "s" sonora di rosa. |
| ﺱ              | /s/                 | Chiamata sīn, è la "s" sorda di sasso. |
| ﺵ              | /ʃ/                 | Chiamata šīn, è la "sc" di scena. |
| ﺹ              | /sˁ/~/θˁ/           | Chiamata ṣād, è una "s" di sasso, sorda e faringalizzata: mentre la si pronuncia la lingua è stirata all'indietro verso la gola. |
| ﺽ              | /dˁ/                | Chiamata ḍād, è una "d" faringalizzata: mentre la si pronuncia la lingua è stirata all'indietro verso la gola. |
| ﻁ              | /tˁ/                | Chiamata ṭāʾ, è una "t" faringalizzata: mentre la si pronuncia la lingua è stirata all'indietro verso la gola. |
| ﻅ              | /ðˁ/~/zˁ/           | Chiamata ẓāʾ, è come il th inglese interdentale e sonoro di that, ma in più faringalizzato. In arabo colloquiale o dialettale può mutare in una "s" sonora faringalizzata. |
| ﻉ              | /ʕ/                 | Chiamata ʿayn, è la fricativa faringale sonora: si produce comprimendo la faringe con la radice della lingua, senza però occluderla. Notoriamente ostica per gli occidentali, può essere utile pensare di cantare il suono più basso che si riesce finché non si sente un movimento nella gola quasi strozzata, senza però esagerarlo: la sensazione nella gola deve essere di sollevamento e non di schiacciamento.                                                   |
| ﻍ              | /ɣ/~/ʁ/             | Chiamata ġayn, è come خ sonorizzata. |
| ﻑ              | /f/                 | Chiamata fāʾ, è come la "f" italiana. |
| ﻕ              | /q/                 | Chiamata qāf, è come la "c" di cane ma pronunciata più indietro, contro l'ugola. |
| ﻙ              | /k/                 | Chiamata kāf, è come la "c" di cane, sempre dura anche davanti a /i/. |
| ﻝ              | /l/; /lˁ/           | Chiamata lām, è come la "l" italiana. Nella parola "Allah" è faringalizzata. |
| لاَ             | /la:/               | Legatura di lām con ’alif. Come parola a sé, لاَ significa "no". |
| الأَ            | /al ʔa/             | È l'articolo determinativo seguito da una parola che inizia con ’alif hamza con "a" breve. |
| الآ            | /al ʔa:/            | È l'articolo determinativo seguito da una parola che inizia con ’alif madda. Attenzione all'allungamento vocalico, presente a priori nella ’alif madda. |
| الإِ            | /al ʔi/             | È l'articolo determinativo seguito da una parola che inizia con ’alif hamza con "i" breve. |
| الأُ            | /al ʔu/             | È l'articolo determinativo seguito da una parola che inizia con ’alif hamza con "u" breve. |
| ﻡ              | /m/                 | Chiamata mīm, è una "m" di mano, consonante sonora. Davanti alla /f/, si assimila in un suono labiodentale, cioè pronunciato con gli incisivi dell'arcata superiore a contatto con il labbro inferiore, come nell'italiano anfora. Questa consonante in IPA si trascrive con /ɱ/. Se è vicina a una consonante faringalizzata, assimila la faringalizzazione. |
| ﻥ              | /n/                 | Chiamata nūn, è una "n" di nave, consonante sonora. Di fronte al suono bilabiale /b/ si assimila in una /m/ (ma la grafia non cambia); davanti alla /k/, si assimila in /ŋ/, cioè una /n/ pronunciata con il dorso della lingua sul palato, come nell'italiano panca. Davanti al suono uvulare /q/ si assimila in una /ɴ/, cioè una /n/ pronunciata contro l'ugola. |
| ﻩ              | /h/                 | Chiamata hāʾ, è una comune aspirazione sorda come nell'inglese "have", in questo caso non faringale ma glottidale. |
| ة              | -/a(t)/             | Chiamata tāʾ marbūṭa ("tā’ legata", perché sembra che le estremità siano state legate), indica il suffisso del femminile, che si può trascrivere -a(t) oppure -ah. È sempre preceduta da una /a/, che già da sola indica il femminile. È muta e si pronuncia, come /t/, solo quando compaiono le vocali flessive; inoltre, nel parlato non sorvegliato, si pronuncia senza vocale flessiva quando la parola è la prima di uno stato costrutto.                         |
| ﻭ              | -/u:/; /w/-; -/u̯/   | Chiamata wāw, è la "u" semiconsonante di uomo. Se scritta dopo una consonante con il diacritico /u/ indica l'allungamento vocalico /u:/. Può essere sostegno (kursiyy, "sedia") per la hamza. |
| ﻱ              | -/i:/; /j/-; -/i̯/   | Chiamata yāʾ, è una "i" di iena, cioè la /j/ semiconsonantica. Se scritta dopo una consonante con il diacritico /i/ indica l'allungamento vocalico /i:/. Nella scrittura manuale spesso la forma finale perde i due punti, assumendo quindi lo stesso aspetto della ’alif maqṣūra; nei testi curati e seri i due punti non vengono mai omessi. Può essere sostegno (kursiyy, "sedia") per la hamza, e in questo caso perde sempre i due puntini.                       |
| ى              | /ɛ:/~/ɑ:/           | Chiamata ’alif maqṣūra ("’alif accorciata"), è una /a:/ lunga, tenendo conto di tutte le varietà di pronuncia. Si trova alla fine delle parole indeclinabili. |
| ىً              | -/a(:)n/            | Combinazione di ’alif maqṣūra con fatḥatayn. |
| ئ              | /a:ʔ/               | Combinazione di ’alif maqṣūra con hamza. |

Inoltre, il tanwīn o nunazione è l'aggiunta di una /n/ alla vocale flessiva in fondo alla parola e ha la funzione dell'articolo indeterminativo italiano: raǧul "uomo", raǧulun "un uomo". Ortograficamente non si scrive con la lettera nūn ma ponendo due volte la corrispondente vocale breve sull'ultima consonante della parola, ottenendo quindi fatḥatayn, kasratayn e ḍammatayn come indicate nella tabella; di queste, da notare l'ortografia della fatḥatayn che si appoggia sempre su una ’alif.

### Esempi di parole contenenti la ḣamza all'interno e alla fine
Si offrono alcuni esempi di questa tipologia di parole, siccome la scrittura della hamza specialmente dentro la parola è soggetta a regole complesse. Degli esempi concreti danno una vaga idea di come funzioni, a meno che si impari la grafia a memoria caso per caso o si faccia una via di mezzo: سأل sa’ala (chiedere), الفأر al-fa’r (il topo), الفئران al-fi’rān (i topi), الرأس ar-ra’s (la testa), الرئيس ar-ra’īs (la testa/il capo), رؤساء ru’asā’ (teste/i boss), قرأ qara’a (leggere), الرأي ar-ra’y (l'opinione), المرأة al-mar’a (la donna), بدأ bada’a (iniziare), المبدأ al-mabda’ (il principio), المساء al-masā’ (la sera/le sere), القرآن al-Qur’ān (il Corano), ثأر ṯa’r (vendetta), المستأجر al-musta’ǧir (il prestatore), زأر za’ara (ruggire), الملجأ al-malǧa’ (il riparo), متأنق muta’anniq (elegante, abbastanza raro), بؤس bu’s (misera), مسؤول mas’ūl (responsabile), مائة mi’a (cento), هيئة hay’a (organizzazione), شيء šay’ (cosa), أصدقاء ’aṣdiqā’ (amici), لقاء liqā’ (incontro), جرؤ ǧaru’a (osare), نباء nabā’ (notizia), نبوءة nabū’a (profezia), ضوء ḍau’ (luce), جزء ǧuz’ (parte), لان li-’anna (perché), أسر ’asara (catturare), أمل ’amala (sperare), يأمل ya’mulu (lui spera), أخذ ’aḫaḏa (prendere), يأخذ ya’ḫuḏu (lui prende), أكل ’akala (mangiare), يأكل ya’kulu (lui mangia).
Nei dizionari e grammatiche sono reperibili molte altre parole simili, che permettono di capire come funziona la grafia della hamza in questi casi. Le eccezioni agli schemi sono sporadiche e possono essere trovate pure nella letteratura di grandi autori.

## Varianti

### L'arabo moderno standard
Nel mondo arabo si parlano molte varianti dialettali della lingua araba, spesso molto diverse tra loro. Tuttavia, esiste una forma di arabo ufficiale standard (fuṣḥā) unica per tutti che viene usata per la comunicazione scritta (soprattutto seria o destinata a persone istruite) e in situazioni formali preparate come lezioni universitarie, discorsi pubblici, programmi radiofonici e televisivi di tipo culturale, politico o religioso. Questa variante, in italiano, di solito si chiama "arabo moderno standard" o "lingua araba standard". Questo arabo moderno standard non è mai madrelingua di nessun arabofono e il suo apprendimento avviene nella scuola.

### I dialetti
Per la comunicazione orale viene usato a livello pubblico l'arabo standard oppure, a livello privato, la lingua dialettale. Alcuni di questi dialetti sono solo parzialmente comprensibili dagli arabi che vengono da paesi diversi; l’insieme di dialetti usati nella comunicazione quotidiana varia infatti non solo da un paese arabo all’altro ma anche da una regione all’altra all’interno dei singoli stati.
In particolare i dialetti del Maghreb sono considerati molto diversi dall'arabo standard, ma anche dai dialetti parlati nel Golfo Persico, soprattutto a causa delle forti influenze della lingua berbera e della lingua francese. Mentre le persone di buon livello culturale sono in genere capaci di esprimersi in arabo standard, la maggioranza degli arabi usa generalmente solo il proprio dialetto locale e ha una conoscenza principalmente passiva dell'arabo standard.
I dialetti egiziano e levantino sono probabilmente i più conosciuti e compresi nel mondo arabo, grazie alla grande popolarità della filmografia egiziana e siriana. La produzione scritta in lingua dialettale è tuttavia presente, ed è rappresentata da riviste e stampati di carattere leggero e di intrattenimento, in cui la spontaneità è più importante del contenuto, ma anche da testi letterari di autori che preferiscono esprimersi nella lingua dialettale invece che in arabo standard; lo stesso avviene anche per la radio e la televisione. Molto importante è anche la produzione musicale in lingua dialettale, in cui spiccano cantanti come l'egiziana Umm Kulthum e la libanese Fairuz.

#### Diglossia
Si verificherebbe negli arabi una comune diglossia, o addirittura pluriglossia, contando il fatto che ogni arabofono potrebbe potenzialmente parlare, oltre al proprio dialetto nativo, anche la lingua standard, il dialetto della capitale e spesso persino una lingua europea, fatto questo comune soprattutto in nazioni come l'Algeria, dove a partire dal diciannovesimo secolo si è diffusa la lingua francese.
Ogni arabo ben istruito è capace di cambiare il registro della conversazione, potendo passare dal dialetto alla lingua standard (in realtà il cambio avviene soprattutto fra sfumature intermedie, raramente si tratta dell'uno o dell'altro estremo), adattando facilmente il proprio parlato all'interlocutore e al contesto più o meno formale.
Il fatto poi che media, giornali, documenti, cartelli stradali siano scritti in arabo standard e che in tutte le occasioni ufficiali, formali e durante le preghiere si parli nella medesima lingua, rende poi la conoscenza della fuṣḥā, e la conseguente diglossia, obbligatoria per chiunque intenda approcciarsi all'ambiente urbano.

## Grammatica

### La frase minima
Come in ogni lingua, la frase minima è formata dal soggetto (un nome o un pronome) e dal predicato (un verbo, eventualmente accompagnato da un aggettivo, un pronome o un nome, o anche un'intera frase). Le frasi si suddividono in verbali (quando contengono un verbo) e nominali (quando il verbo è assente). L'arabo non possiede il tempo presente del verbo essere, pertanto fa un largo uso di frasi nominali. Di conseguenza, frasi come "dove sei?", "chi è lui?" e "chi è lei?" si traducono rispettivamente "dove tu?" (أﻳﻥ أنت؟ ’ayna ’anta/’anti?), "chi lui?" (من هو؟ man huwa?) e "chi lei?" (من هي؟ man hiya?).
In arabo esiste un solo articolo, determinativo e invariabile (-ﺍﻟ al-), che si comporta come un prefisso, unendosi all'inizio della parola; "il libro" è, quindi, al-kitāb (ﺍﻟﻜﺘﺎﺏ). Le lettere dell'alfabeto a seconda del loro comportamento a contatto con l'articolo si dividono in solari e lunari. Le consonanti "lunari" (quelle labiali, velari e post-velari) prendono l'articolo così com'è, mentre quelle "solari" (tutte le altre) assimilano la lām dell'articolo alla prima lettera del sostantivo, che quindi si raddoppia (es. "il sole": *al-šams > aš-šams).
Per esprimere l'indeterminazione, dal punto di vista grafico si raddoppiano le lettere ḍamma (ـُ /u/), fatḥa (ـَ /a/) e kasra (ـِ /i/) (la ـُ ḍamma al nominativo indeterminato non usa due segni identici, ma uno solo che deriva dall'unione dei due: ـٌ); la ḍamma raddoppiata si pronuncia [un], la fatḥa raddoppiata [an] e la kasra raddoppiata [in] (es. "una bella casa": baytun ǧamīlun; "la bella casa": al-baytu l-ǧamīlu). Il fenomeno del raddoppiamento grafico della vocale a fine parola si chiama "nunazione", perché dal punto di vista fonetico aggiunge una /n/, che in arabo è espressa dalla lettera nūn.
La ’alif dell'articolo è waṣla, ossia la sua vocale si elide a contatto con un'altra vocale: بابُ ٱلبيت *bābu al-bayt diventa quindi bābu l-bayt, oppure ancora في ٱلفندق *fī al-funduq diventa fī l-funduq.

### Le declinazioni
L'arabo è una lingua flessiva che possiede tre casi: il nominativo (ٱلْمَرْفُوعُ al-marfūʿ oppure ٱلرَّفْع ar-rafʿ), la cui marca è la ḍamma (ـُ /u/); l'accusativo (ٱلْمَنْصُوب al-manṣūb oppure ٱلنَّصْب an-naṣb), la cui marca è la fatḥa (ـَ /a/); il caso obliquo (ٱلْمَجْرُورُ al-maǧrūr oppure ٱلجَرّ al-ǧarr), la cui marca è la kasra (ـِ /i/), che ha funzioni di genitivo e di prepositivo. Dal caso obliquo si costruisce il complemento di specificazione (es. "il libro del ragazzo", kitābu l-waladi), in cui il sostantivo dell'entità posseduta ("il libro") non prende mai l'articolo (pur essendo determinato) e il sostantivo dell'entità possedente ("del ragazzo") è al caso obliquo semplice e prende l'articolo. In una catena di complementi di specificazione (es. "il libro della figlia del maestro") prende l'articolo solo l'ultimo termine (kitābu binti l-muʿallimi).
L'aggettivo segue sempre il sostantivo e si declina in genere, numero e caso.
Nella lingua parlata e nei dialetti la declinazione non viene evidenziata.

### Il verbo
La radice dei verbi è formata da tre o, più raramente, quattro lettere, per cui si distinguono verbi trilitteri e verbi quadrilitteri.
Vi sono nove forme "aumentate", espresse con l'aggiunta di prefissi, suffissi e diverse vocalizzazioni che attribuiscono al verbo una sfumatura di significato (es. la seconda forma ha valore perlopiù causativo, la terza di reciprocità, la quinta di passività, etc.).
I verbi irregolari si formano quando nella radice compaiono le semivocali ﻭ e ﻱ, che creerebbero una cacofonia se precedute o seguite dalle desinenze. Un verbo irregolare si dice "assimilato" (1º gruppo dei verbi irregolari) se ha ﻭ o ﻱ all'inizio, "concavo" (2º gruppo dei verbi irregolari) se ha ﻭ o ﻱ al centro e "difettivo" (3º gruppo dei verbi irregolari) se ha ﻭ o ﻱ alla fine.
Il verbo arabo possiede solo due aspetti verbali, perfettivo e imperfettivo, che si esprimono in due tempi verbali:
- Il perfetto o passato (اَلْمَاضِي al-māḍī) indica che l'azione si è svolta, a prescindere dal tempo; ha solo il modo indicativo (اَلْمُضَارِع al-muḍāriʿ).
- L'imperfetto o non-passato (اَلْمُضَارِع al-muḍāriʿ) indica che l'azione si sta svolgendo (presente) o si svolgerà (futuro)[6].

Il sistema verbale arabo ha quattro modi finiti: indicativo (مَرْفُوع marfūʿ), congiuntivo (مَنْصُوب manṣūb), imperativo (صِيغَة اَلْأَمْر ṣīġat al-ʾamr) e apocopato o iussivo (مَجْزُوم maǧzūm); e tre modi non finiti: infinito sostantivato (maṣdar), participio attivo/presente sostantivato (ism al-fāʿil, lett. "nome del facente"), participio passivo/passato sostantivato (ism al-mafʿūl, lett. "nome del fatto"). L'arabo classico ha inoltre l'energico I e l'energico II, non utilizzati in arabo moderno standard.
La radice trilittera del verbo ﻓﻌﻝ (faʿala, "fare") è usata come modello per la coniugazione di tutti i verbi.
L'infinito sostantivato di ﻓﻌﻝ faʿala, فعل fiʿl ("il fare"), è un nome d'azione (nomen actionis) sostantivato e significa, quindi, "azione, opera".

## Parole di origine araba in italiano
Nel corso del Medioevo entrarono nell'italiano numerose parole arabe, specie in settori in cui gli Arabi eccellevano: navigazione, commercio, matematica, astronomia, medicina.
Alcuni termini marittimi derivati dall'arabo sono "libeccio", "scirocco", "gomena", "cassero" (vocabolo che gli Arabi presero dai Bizantini e questi a loro volta dai Romani; cfr. latino "castrum"). La parola di origine araba "ammiraglio" indicò dapprima "capo, comandante" e solo nel XII secolo in Sicilia e nel XIII altrove si fissò nel significato di "capo delle forze di mare". L'espressione araba dār aṣ-ṣinā‘a ("casa del mestiere", poi "luogo di costruzioni navali") trova accoglimento in Italia sotto diverse forme: arzanà (da cui arsenale) a Venezia, darsena a Genova, tersanaia a Pisa, terzenale ad Ancona, terzanà a Palermo.
Alcuni termini commerciali derivati dall'arabo sono "magazzino", "fondaco", "dogana", "gabella", "tariffa", "fardello", "tara", "zecca", "carato", "risma", "sensale". Attraverso gli scambi commerciali sono giunti i termini "zucchero", "zafferano", "caffè", "azzurro", "lapislazzuli", "limone", "albicocco", "carciofo", "zibibbo", "melanzana", "tamarindo", "ribes".
Sono di origine araba i termini matematici "algebra", "algoritmo" e "cifra" (derivante dalla parola araba indicante lo zero, novità essenziale nel sistema di numerazione europeo) e i termini astronomici "Aldebaran", "almagesto", "almanacco" (< al-manāḫ, "tavole astronomiche"), "zenit", "nadir", "Vega".
Nella medicina entrò il vocabolo arabo "sciroppo". La medicina araba influenzò molto la scuola medica salernitana; proprio da Salerno deve essersi divulgato il termine medico "taccuino" (< taqwīm, "corretta disposizione").
Altri termini arabi sono "zara", garbo (< qālib, modello),"azzardo", "califfo", "sultano", "alcova", "alcool" (< al-kuḥl, "polvere finissima per tingere le sopracciglia"), "alchimia" (< ṣan’a) al-kīmiyā’, "(arte della) pietra filosofale"), "caraffa", "tazza" (< ṭasa), racchetta (< rāḥet, rāḥa, "mano"), "ragazzo" (< raqqāṣ, "fattorino, corriere"), "facchino" (< faqīh, "teologo", "giureconsulto", poi "sovraintendente alle dogane", "scrivano", "rivenditore ambulante"),  "materasso" (< matrah, "cosa gettata"), "bizzeffe" (< bizzāf, "molto"), ricamo (< raqama, "punteggiare", "cifrare", "marchiare" ma anche "scrivere"), "gazzarra" (< algazara, "mormorio"), tafferuglio (< taffaruǧ, "baldoria"), "salamelecco" (< salām ‘alaikum, "pace a te/voi"), "garbo" (< qālib, modello, stampo),  "alambicco" (< al-anbīq, "coppa", "vaso"), "liuto" (< al-'oud, "bastone", "pezzo di legno"), "tamburo" (< tunbūr, "strumento a corde" e  tabūl, "tamburo"), "assassino" (termine che in origine designava i Nizariti, setta degli Ismailiti radunata attorno al Vecchio della Montagna).
Nei termini arabi in "al-" ("alambicco", "algebra" ecc.) o in "a + consonante geminata" ("ammiraglio", "assassino", "azzardo" ecc.) si riscontra un fenomeno frequente in spagnolo, in cui gli arabismi presentano spesso forme in cui compare l'articolo arabo al- ("alcázar", "fortezza, palazzo, reggia"; "alcachofa", "carciofo"; "algodón", "cotone"; "azúcar", "zucchero"; "alhóndiga", "fondaco"), poiché molti di questi termini giunsero in Italia attraverso traduzioni dallo spagnolo.

## Premi Nobel per la letteratura di lingua araba

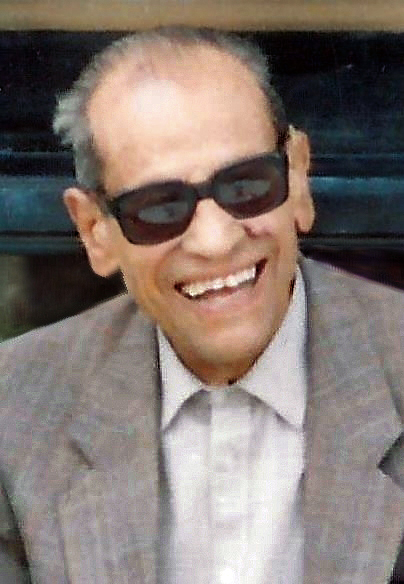
Naǧīb Maḥfūẓ, premio Nobel per la letteratura nel 1988.

- Nagib Mahfuz (1988,  Egitto)

### Dizionari
- Renato Traini, Vocabolario arabo-italiano, I.P.O., Roma, 1966-1973-1993-2015, ISBN 978-8897622215
- Eros Baldissera, Il dizionario di arabo, Zanichelli, Bologna, 2004-2014, ISBN 978-88-08-19598-2
- Eros Baldissera, Arabo compatto, Zanichelli, Bologna, 2008-2017, ISBN 978-88-08-22133-9
- Eros Baldissera, Il mini di arabo, Zanichelli, Bologna, 2009, ISBN 978-88-08-23782-8
- Claudia Maria Tresso, Dizionario italiano-arabo, Hoepli, 2014, ISBN 9788820362997
- Khalifa M. Tillisi (خليفة محمد التليسي), Dizionario italiano-arabo, Beirut, Librairie du Liban, 1986

#### Dialetti arabi moderni
- Marcelin Beaussier, Mohamed Ben Cheneb, Albert Lentin, Dictionnaire pratique arabe-français, Paris, Ibis Press, 2007, ISBN 978-2-910728-55-7

### Grammatiche

#### Testi di riferimento e grammatiche didattiche
- Laura Veccia Vaglieri, Grammatica teorico-pratica della lingua araba, 2 voll. (vol. 1: Parte I - Lettura e scrittura, Parte II - Morfologia e nozioni di sintassi, vol. 2: Parte III - Complemento della morfologia e sintassi), I.P.O., Roma, 1937
- Laura Veccia Vaglieri, Maria Avino, Grammatica teorico-pratica della lingua araba, vol. 1/I: Morfologia e nozioni sintattiche, vol. 1/II: Esercizi in lingua araba moderna, Roma, Istituto per l'Oriente C. A. Nallino, 2011-2014[1]
- Giuliano Mion, Luca D'Anna, Grammatica di arabo standard moderno. Fonologia, morfologia e sintassi, Hoepli, Milano, 2021, ISBN 9788820385767
- Claudia Maria Tresso, Lingua araba contemporanea - Grammatica ed esercizi, Milano, Hoepli, 2019 [1997], ISBN 978-88-203-9077-8
- Claudia Maria Tresso, Il verbo arabo, Milano, Hoepli, 2002, ISBN 978-88-2032-934-1
- Agnese Manca (Anissa), Grammatica teorico-pratica di arabo letterario moderno, Roma, Associazione Nazionale di amicizia e cooperazione italo-araba, 1989
- Francesca Maria Corrao, Grammatica di arabo moderno, Roma, Luiss University Press, 2020, ISBN 978-88-6105-510-0
- Vito A. Martini, Grammatica araba e dizionario italo-arabo, Milano, ristampa delle edizioni Hoepli, Cisalpino-Goliardica, 1976, ISBN 88-205-0082-5
- Lucy Ladikoff Guasto, Ahlan. Grammatica araba didattico-comunicativa, Roma, Carocci, 2002, ISBN 978-88-430-1831-4
- Ouafae Nahli, Lingua araba. Il sistema verbale, Pisa, Pisa University Press, 2013, ISBN 978-88-6741-300-3
- Abrah Malik, Al kitab della lingua araba. Teoria - Pratica, Roma, Eurilink, 2014, ISBN 978-88-95151-79-3

#### Corsi di lingua
- Olivier Durand, Angela Daiana Langone, Giuliano Mion, Corso di arabo contemporaneo. Lingua standard, Milano, Hoepli, 2010, ISBN 978-88-203-4552-5
- Fathi Makboul, Impara l'arabo, Roma, Centro culturale arabo, 1985
- Mario Gerardo Dall'Arche, Corso d'arabo per le scuole secondarie: Vol. I Grammatica, Vol. II Vocabolario, Milano, Edizioni Biblioteca Francescana, 1984
- Younis Tawfik, As-salamu alaikum. Corso di arabo moderno, Torino, Ananke, 1996-1999, ISBN 88-86626-53-3
- Monica Ruocco, Fatima Sai, Comprendere e parlare arabo, Hoepli, 2018, ISBN 978-88-203-7754-0
- Alma Salem, Cristina Solimando, Imparare l'arabo conversando. Corso elementare, Roma, Carocci, 2011, ISBN 978-88-430-5349-0
- Luc-Willy Deheuvels, Grammatica araba - Manuale di arabo moderno con esercizi e cd audio per l'ascolto, edizione italiana a cura di Antonella Ghersetti, Bologna, Zanichelli, 2 voll., vol. 1, 2010, ISBN 978-88-08-16298-4; vol. 2, 2011, ISBN 978-88-08-12103-5 (ed. orig. Manuel d'arabe moderne, 2 voll., Parigi, L'Asiathèque - Maison des langues du monde, 1993-2008)
- Jack Smart, Frances Altorfer, Impara l'arabo con Zanichelli, Bologna, Zanichelli, 2013, ISBN 978-88-08-22976-2 (ed. orig. Teach Yourself Complete Arabic, Londra, Hodder Education, 2010)
- L'arabo, Collana Senza Sforzo, Chivasso, Assimil Italia
- Hisam Jamil Allawi, Rita Degli Alberi, Salaam. Primi passi verso la lingua araba. 1 primo livello, 2015, Infinito edizioni, Formigine (MO), ISBN 978-88-6861-107-1
- Maha Yakoub,  Instant Arabo, Milano, Gribaudo, 2017, ISBN 978-88-580-1010-5
- Marco Criscuolo, Natakallam Arabi - Parliamo Arabo, Lecce, Youcanprint, 2019, ISBN 978-88-31601-56-6
- Sana Darghmouni, Kalima/Parola, vol. 1 Lezioni di scrittura e grammatica araba con esercizi, Le Monnier, 2019
- Sana Darghmouni, Kalima/Parola, vol. 2 Lezioni di grammatica araba con esercizi, Le Monnier, 2020
- Rosaria Zanetel Katrib, Gihad Hassan Katrib, Parliamo l'arabo. Grammatica, Padova, Editore Zanetel Katrib, 1987
- Monica Ruocco, Luca D'Anna, Souzan Fatayer,  Comunicare in arabo, Hoepli, vol. 1, 2022, ISBN 978-8820399108; vol. 2, 2023, ISBN 978-8820399139; vol. 3, 2024, ISBN 978-8836011155
- Barbara Airò, Stefania Bertonati, Yaser Odeh, Maha Salim Barakat, Lingua araba e società contemporanea. Apprendere l'arabo attraverso i media, Zanichelli, 2021, ISBN 978-8808920133

### Dialetti arabi moderni

#### Dialettologia
- Olivier Durand, Introduzione ai dialetti arabi, Milano, Centro Studi Camito-Semitici, 1995.
- Olivier Durand, Dialettologia araba, Roma, Carocci, 2009, ISBN 978-88-430-5066-6

#### Egiziano
- Ibraam G. M. Abdelsayed, L'arabo egiziano per gli italiani. Corso base, Hoepli, 2020, ISBN 978-8820382674
- Patrizia Zanelli, L'arabo colloquiale egiziano. Corso pratico-teorico. Livello intermedio, Libreria Editrice Cafoscarina, 2016, ISBN 978-8875434243
- Carlo Alfonso Nallino, L'arabo parlato in Egitto, Milano, Hoepli, 1900 (rist. Cisalpino-Goliardica, 1983, ISBN 88-205-0080-9)
- Giulio Soravia, Manuale di arabo parlato basato sul dialetto egiziano, Bologna, Clueb, 2007, ISBN 978-88-491-2958-8

#### Libico
- Eugenio Griffini, L'arabo parlato della Libia, Milano, Hoepli, 1913 (rist. Cisalpino-Goliardica 1985), ISBN 88-205-0081-7

#### Marocchino
- Olivier Durand, Annamaria Ventura, Grammatica di arabo marocchino. Lingua dārija, Hoepli, 2022, ISBN 978-8820399665
- Olivier Durand, Profilo di arabo marocchino. Studi Semitici N.S. 11, Roma, Università di Studi "La Sapienza", 1994

#### Levantino
- Olivier Durand, Annamaria Ventura, Grammatica di arabo mediorientale. Lingua šāmi, Milano, Ulrico Hoepli Editore, 2017, ISBN 978-8820377472
- Olivier Durand, Grammatica di arabo palestinese, Studi semitici N.S. 14, Roma, Università di Studi "La Sapienza", 1996
- Giuliano Mion, L'arabo parlato ad Amman. Varietà tradizionali e standardizzate, Edizioni Q, Roma, 2012, ISBN 88-978-3106-0
- Elie Kallas, Yatabi lebnaaniyyi. Un "livello soglia" per l'apprendimento del neo-arabo libanese, Venezia, Cafoscarina, 1990, ISBN 88-85613-55-1.
- Wasim Dahmash, Elementi di arabo damasceno, Roma, Edizioni Nuova Cultura, 2010, ISBN 978-88-6134-431-0

#### Tunisino
- Olivier Durand, Maura Tarquini, Corso di arabo tunisino, Hoepli, 2023, ISBN 978-8836004195

### Alfabeto arabo
- Monica Ruocco, Andrea De Benedittis, Introduzione alla scrittura araba, Hoepli, 2019, ISBN 978-8820389468.
- Jolanda Guardi, Hocine Benchina, Scrivere arabo, Milano, Studio Edizioni, 2001.
- Antonio Pe, Alif Ba. Pronunciare leggere e scrivere l'arabo con un metodo facile e divertente, Milano, Studio Edizioni, 2003.
- Quaderno di scrittura. Arabo, le basi, Collana Quaderni, Chivasso, Assimil Italia.
- Wasim Dahmash, Scrivere l'arabo, Roma, Università La Sapienza - Edizioni Nuova Cultura, 2005, ISBN 88-89362-12-X.
- Silvia Pierucci Sapio, Le lettere arabe spiegate a mio figlio, Pisa, Marchetti Editore, 2014, ISBN 978-88-99014-03-2.

### Sociolinguistica
- Chérif Choubachy, La sciabola e la virgola, traduzione dal francese di Luisa Cortese, Milano, ObarraO, 2008, ISBN 978-88-87510-51-5 (ed. orig. Le sabre et la virgule, L'archipel, 2007)
- Giuliano Mion, Sociofonologia dell'arabo. Dalla ricerca empirica al riconoscimento del parlante, Roma, 2010, ISBN 88-613-4479-8

### Linguistica
- Michele Vallaro, Parliamo arabo? Profilo (dal vero) di uno spauracchio linguistico, Torino, Promolibri Magnanelli, 1997, ISBN 88-8156-063-1
- Giuliano Mion, La lingua araba, Roma, Carocci, 2007-2017, ISBN 978-88-430-8271-1
- Martino Diez, Introduzione alla lingua araba. Origini, storia, attualità, Milano, Vita e Pensiero, 2012, ISBN 978-88-343-2321-2
- Angiola Codacci-Pisanelli, Kepparli arabo?, collana "il Regisole", Pavia, Effigie, 2018, ISBN 978-88-319-7609-1
- Aabis Johnson, Arabo. La migliore guida all'apprendimento per principianti, Leipzig, Amazon Distribution Gmbh, 2019, ISBN 9798507246267
- (FR)  Louis-Jean Calvet, L'expansion de l'arabe, in: La Méditerranée. Mer de nos langues, Cap. 7, pp. 131–149, Paris, CNRS Éditions, 2016, ISBN 978-2-271-08902-1

### Influenza dell'arabo sull'italiano
- Lorenzo Lanteri, Le parole di origine araba nella lingua italiana, Padova, Editore Zanetel Katrib, 1991
- Gaston Dorren, 5. Arabo. Al-‘arabiyyah, in: Gaston Dorren, Babele. Le 20 lingue che spiegano il mondo, traduzione di Carlo Capraro e Cristina Spinoglio, Milano, Garzanti, 2019, ISBN 978-88-11-60756-4, pp. 291–307 (ed. orig.: Babel. Around the World in 20 Languages, London, Profile Books, 2018)

### Idiomi neolatini influenzati dall'arabo
- Lingua siciliana
- Lingua mozarabica